# Vespola plumipes
Vespola plumipes là một loài bướm đêm trong họ Noctuidae.